# The Carpal Tunnel of Love
The Carpal Tunnel of Love (Karpální tunel lásky) je druhá píseň Fall Out Boy z jejich alba Infinity on High, které vyšlo v roce 2007.

## Informace o písni
Singl jako takový se na fyzických nosičích neobjevil, byl pouze ke stažení na určitých internetových stránkách, proto nejvyšší dosažená pozice singlu je 81. místo.

## Videoklip
5. února v den vydání desky Infinity on High byl klip možný k vidění na internetových stránkách skupiny. Klip je animovaný ve stylu Happy Tree Friends. K zhlédnutí byl jen na internetu.

## Úryvek textu
Whoa ah oh it's a miserable story
Whoa ah oh far from the genuine becoming
Whoa ah oh it's a miserable story
Whoa ah oh far from the genuine becoming